# Lithobius patonius
Lithobius patonius är en mångfotingart som beskrevs av Chamberlin 1911. Lithobius patonius ingår i släktet Lithobius och familjen stenkrypare. Utöver nominatformen finns också underarten L. p. patonius.